# Vesser (flod)
Vesser er en 10,5 km lang flod i Thüringer Wald. Floden ligger nær byen Suhl i det sydlige Thüringen i Tyskland. Vesser udmunder i floden Breitenbach.
I 1979 anerkendte UNESCO to biosfærereservater i DDR. Det var dalen ved Vesser (Vessertal) og Steckby-Lödderitzer Forst ved Elben, der blev Tysklands første biosfærereservater. De to områder er senere blevet udvidede, så Vessertal nu er en del af Biosfærereservat Vessertal-Thüringer Wald, mens Steckby-Lödderitzer Forst indgår i Biosfærereservat Mittelelbe. 
50°32′30″N 10°46′47″Ø / 50.5417°N 10.7797°Ø